# Lexus NX II
La Lexus NX II est un SUV compact premium produit par le constructeur automobile japonais Lexus à partir de 2021. Elle est la seconde génération de NX après le premier modèle produit de 2014 à 2021.

## Présentation

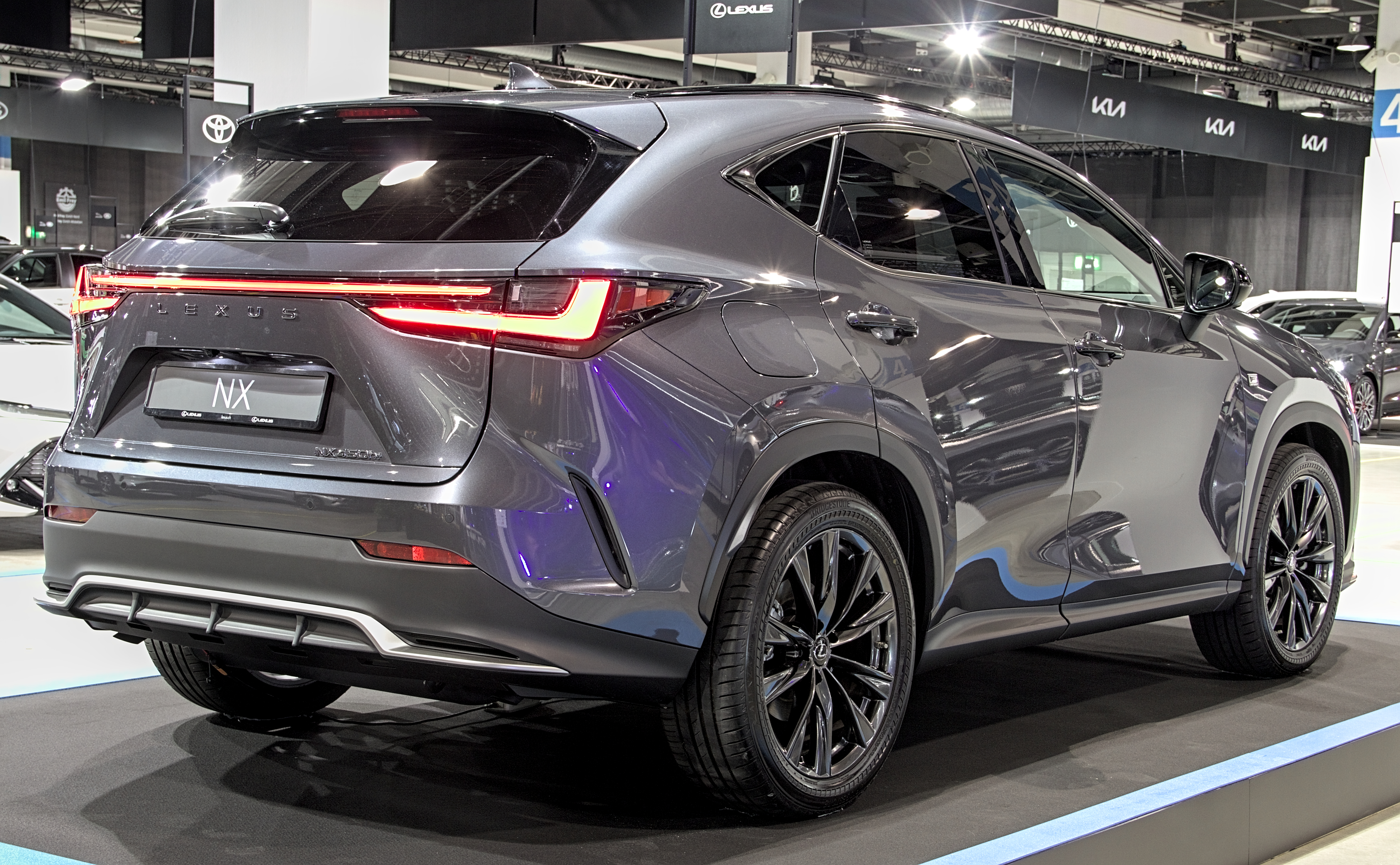
Lexus NX 450h+ F Sport

La seconde génération de Lexus NX est présentée le 12 juin 2021.
Elle reçoit notamment un grand écran tactile de 14 pouces à l'intérieur.

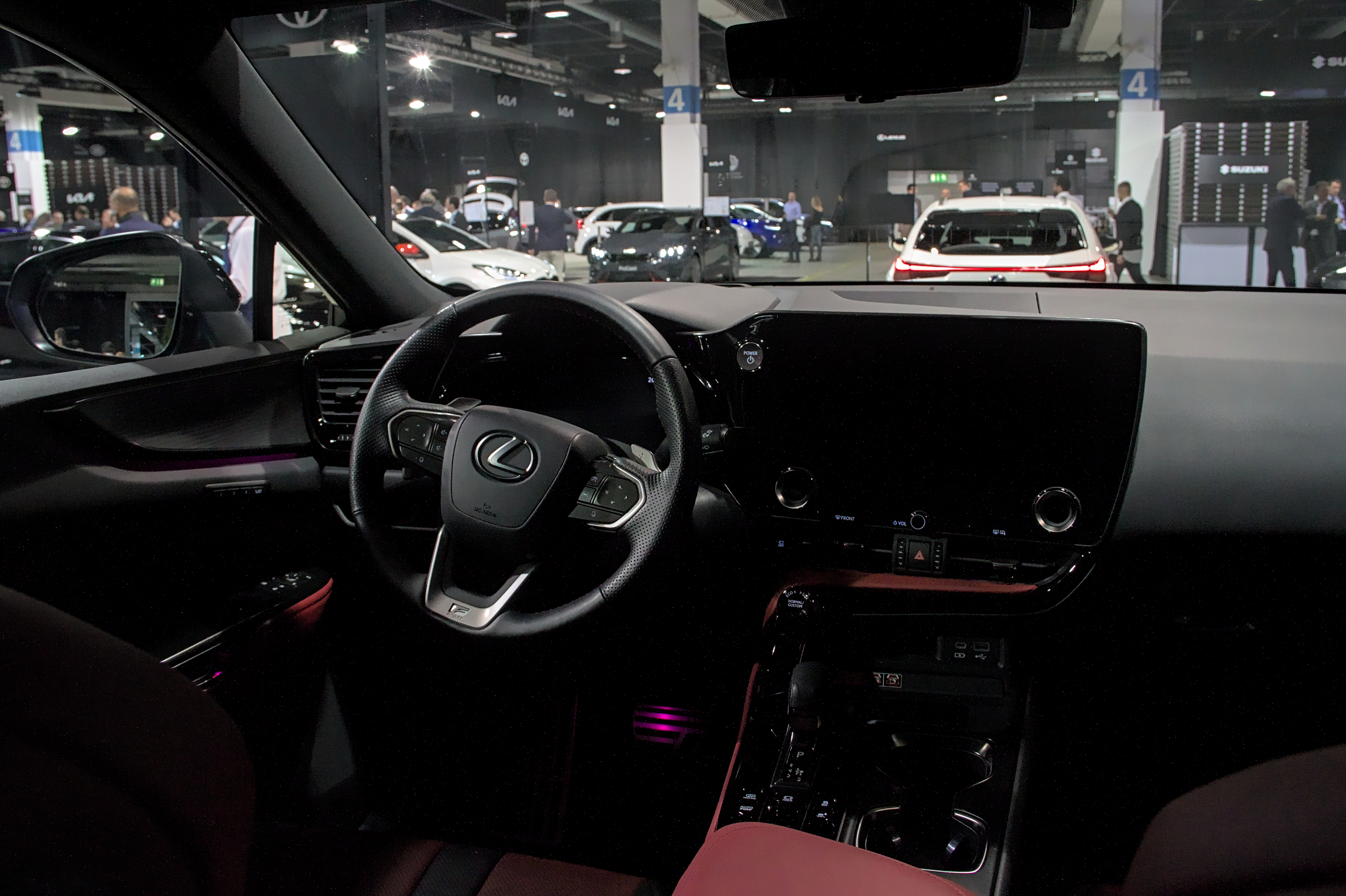
Intérieur

## Caractéristiques techniques
La Lexus NX repose sur la plateforme modulaire TNGA GA-K (Toyota New Global Architecture) de Toyota, comme le Toyota RAV4.
Sa version 450h+ en fait le tout premier modèle PHEV (hybride rechargeable) de la marque, Lexus étant jusque là purement spécialisé dans le HEV (hybridation traditionnelle ou "full-hybrid").

### Motorisations
| Logo de Lexus                | (données constructeur)                                                                   | (données constructeur)                                  | (données constructeur) |
| Logo de Lexus                | NX 450h+ AWD-i                                                                           | NX 350h AWD-i                                           |                        |
| ---------------------------- | ---------------------------------------------------------------------------------------- | ------------------------------------------------------- | ---------------------- |
| Moteur                       | 4-cylindres en ligne 16S                                                                 | 4-cylindres en ligne 16S                                |                        |
| Type                         | A25A-FXS                                                                                 | A25A-FXS                                                |                        |
| Cylindrée (cm3)              | 2487                                                                                     | 2487                                                    |                        |
| Puissance maximale (ch) [kW] | 309 [226] thermique : 185 [136] + électrique : 182 [134] à l'avant + 54 [40] à l'arrière | 242 [178] thermique : 192 [141] + électrique : 120 [88] |                        |
| au régime de (tr/min)        | 6000                                                                                     | 6000                                                    |                        |
| Couple maximal (N m)         | 227                                                                                      | 221                                                     |                        |
| au régime de (tr/min)        | 4000                                                                                     | 3200 à 3700                                             |                        |
| Boîte de vitesses            | E-CVT à variation continue                                                               | E-CVT à variation continue                              |                        |
| Transmission                 | Intégrale (AWD-i)                                                                        | Intégrale (AWD-i)                                       |                        |
| Vitesse maximale (km/h)      | 200                                                                                      |                                                         |                        |
| 0-100 km/h (s)               | 6,3                                                                                      | 8,7                                                     |                        |
| Consommation (L/100 km)      | 1,1                                                                                      |                                                         |                        |
| Masse à vide (kg)            | 2050                                                                                     |                                                         |                        |
| Capacité du réservoir (en ℓ) | 55                                                                                       | 55                                                      |                        |
| Émissions de CO2 (en g/km)   | 25                                                                                       |                                                         |                        |

## Finitions
- Pack
- Pack Business (réservée aux professionnels)
- Luxe
- Executive
- F-Sport Executive[2]